# Viorel Moldovan
Viorel Dinu Moldovan (Bistrița, 8 luglio 1972) è un allenatore di calcio ed ex calciatore rumeno, di ruolo attaccante,  presidente del Rapid Bucarest.
Ha giocato in vari paesi, tra cui Francia, Regno Unito e Turchia; nella sua nazionale ha giocato per 70 volte segnando 25 gol.

## Carriera

### Giocatore

#### Club
Uscito dal settore giovanile del Gloria Bistrița, debutta nel campionato di calcio rumeno nel 1990, a 18 anni. Fino al 1993 gioca nel Gloria, squadra della sua città natale, trasferendosi alla fine della stagione alla più titolata Dinamo Bucarest. Dopo due annate positive dal punto di vista realizzativo, passa al Neuchâtel Xamax, dove gioca la stagione 1995-96, andando a segno 19 volte in 32 gare. Nel 1996 passa al Grasshoppers, dove in due stagioni mantiene una media rete molto elevata con 44 marcature in 51 partite, che gli valgono il trasferimento in Premier League, al Coventry City.
Nel gennaio 1998, il club inglese lo paga £ 3,25 milioni, ma Moldovan segna solo 2 gol in 14 presenze. In una classifica dei 50 peggiori attaccanti che abbiano mai giocato in Premier League, risulta al diciassettesimo posto. A fine stagione si trasferisce Turchia, al Fenerbahçe (in cambio di £ 750.000), dove gioca per due stagioni segnando diversi gol e tornando nella sua media reti/partita consueta.
Nel 2000 passa ai francesi del Nantes, dove gioca fino al 2003, anno nel quale passa un breve periodo in Qatar, all'Al-Wahda; tornato in Francia, gioca solo 12 partite segnando però ben 11 gol. Nel 2004 torna in Svizzera, al Servette, dove milita per una stagione segnando solamente tre volte. Nel 2005 decide di tornare nel suo paese natale, la Romania, al Politehnica Timișoara; nel 2006 passa al Rapid Bucarest, dove chiude la carriera nel 2007.

#### Nazionale
Ha militato nella nazionale di calcio rumena dal 1993 al 2006, segnando 26 reti in 70 partite. Ha partecipato a due edizioni dei mondiali, Stati Uniti 1994 e Francia 1998, realizzando in quest'ultimo due marcature contro Inghilterra e Tunisia.

### Allenatore

#### Club
Allenatore dal 2008, ha guidato il FC Vaslui, il FC Brașov, lo Sportul Bucarest e il Rapid Bucarest. Nell'estate del 2016 viene ingaggiato nella Ligue 2 francese dall'Auxerre, Il 28 settembre viene esonerato con la squadra al penultimo posto.

#### Nazionale
Il 3 luglio 2014 è stato nominato commissario tecnico della nazionale Under-21 rumena in sostituzione di Bogdan Stelea.

## Statistiche

### Cronologia presenze e reti in nazionale
| Cronologia completa delle presenze e delle reti in nazionale ― Israele | Cronologia completa delle presenze e delle reti in nazionale ― Israele | Cronologia completa delle presenze e delle reti in nazionale ― Israele | Cronologia completa delle presenze e delle reti in nazionale ― Israele | Cronologia completa delle presenze e delle reti in nazionale ― Israele | Cronologia completa delle presenze e delle reti in nazionale ― Israele | Cronologia completa delle presenze e delle reti in nazionale ― Israele | Cronologia completa delle presenze e delle reti in nazionale ― Israele |
| Data                                                                   | Città                                                                  | In casa                                                                | Risultato                                                              | Ospiti                                                                 | Competizione                                                           | Reti                                                                   | Note                                                                   |
| ---------------------------------------------------------------------- | ---------------------------------------------------------------------- | ---------------------------------------------------------------------- | ---------------------------------------------------------------------- | ---------------------------------------------------------------------- | ---------------------------------------------------------------------- | ---------------------------------------------------------------------- | ---------------------------------------------------------------------- |
| 22-9-1993                                                              | Bucarest                                                               | Romania                                                                | 1 – 0                                                                  | Israele                                                                | Amichevole                                                             | -                                                                      | 61’                                                                    |
| 23-3-1994                                                              | Belfast                                                                | Irlanda del Nord                                                       | 2 – 0                                                                  | Romania                                                                | Amichevole                                                             | -                                                                      | 70’                                                                    |
| 25-5-1994                                                              | Bucarest                                                               | Romania                                                                | 2 – 0                                                                  | Nigeria                                                                | Amichevole                                                             | -                                                                      | 51’                                                                    |
| 1-6-1994                                                               | Bucarest                                                               | Romania                                                                | 0 – 0                                                                  | Slovenia                                                               | Amichevole                                                             | -                                                                      | 63’                                                                    |
| 15-11-1995                                                             | Košice                                                                 | Slovacchia                                                             | 0 – 2                                                                  | Romania                                                                | Qual. Euro 1996                                                        | -                                                                      | 87’                                                                    |
| 27-3-1996                                                              | Belgrado                                                               | Jugoslavia                                                             | 1 – 0                                                                  | Romania                                                                | Amichevole                                                             | -                                                                      | 76’                                                                    |
| 24-4-1996                                                              | Bucarest                                                               | Romania                                                                | 5 – 0                                                                  | Georgia                                                                | Amichevole                                                             | 3                                                                      | 61’                                                                    |
| 1-6-1996                                                               | Bucarest                                                               | Romania                                                                | 3 – 1                                                                  | Moldavia                                                               | Amichevole                                                             | -                                                                      | 54’                                                                    |
| 10-6-1996                                                              | Newcastle-upon-Tyne                                                    | Romania                                                                | 0 – 1                                                                  | Francia                                                                | Euro 1996 - 1º turno                                                   | -                                                                      | 46’                                                                    |
| 13-6-1996                                                              | Newcastle-upon-Tyne                                                    | Bulgaria                                                               | 1 – 0                                                                  | Romania                                                                | Euro 1996 - 1º turno                                                   | -                                                                      | 29’                                                                    |
| 14-8-1996                                                              | Bucarest                                                               | Romania                                                                | 2 – 0                                                                  | Israele                                                                | Amichevole                                                             | -                                                                      | 63’                                                                    |
| 31-8-1996                                                              | Bucarest                                                               | Romania                                                                | 3 – 0                                                                  | Lituania                                                               | Qual. Mondiali 1998                                                    | 1                                                                      |                                                                        |
| 18-9-1996                                                              | Bucarest                                                               | Romania                                                                | 1 – 2                                                                  | Emirati Arabi Uniti                                                    | Amichevole                                                             | -                                                                      |                                                                        |
| 9-10-1996                                                              | Reykjavík                                                              | Islanda                                                                | 0 – 4                                                                  | Romania                                                                | Qual. Mondiali 1998                                                    | -                                                                      | 82’                                                                    |
| 29-3-1997                                                              | Bucarest                                                               | Romania                                                                | 8 – 0                                                                  | Liechtenstein                                                          | Qual. Mondiali 1998                                                    | 1                                                                      | 63’                                                                    |
| 2-4-1997                                                               | Vilnius                                                                | Lituania                                                               | 0 – 1                                                                  | Romania                                                                | Qual. Mondiali 1998                                                    | 1                                                                      | 74’                                                                    |
| 30-4-1997                                                              | Bucarest                                                               | Romania                                                                | 1 – 0                                                                  | Irlanda                                                                | Qual. Mondiali 1998                                                    | -                                                                      | 62’                                                                    |
| 20-8-1997                                                              | Bucarest                                                               | Romania                                                                | 4 – 2                                                                  | Macedonia                                                              | Qual. Mondiali 1998                                                    | 2                                                                      | 80’                                                                    |
| 6-9-1997                                                               | Eschen                                                                 | Liechtenstein                                                          | 1 – 8                                                                  | Romania                                                                | Qual. Mondiali 1998                                                    | 1                                                                      |                                                                        |
| 11-10-1997                                                             | Dublino                                                                | Irlanda                                                                | 1 – 1                                                                  | Romania                                                                | Qual. Mondiali 1998                                                    | -                                                                      | 62’                                                                    |
| 19-11-1997                                                             | Palma di Maiorca                                                       | Spagna                                                                 | 1 – 1                                                                  | Romania                                                                | Amichevole                                                             | -                                                                      | 46’                                                                    |
| 8-4-1998                                                               | Bucarest                                                               | Romania                                                                | 2 – 1                                                                  | Grecia                                                                 | Amichevole                                                             | 1                                                                      | 67’                                                                    |
| 22-4-1998                                                              | Bruxelles                                                              | Belgio                                                                 | 1 – 1                                                                  | Romania                                                                | Amichevole                                                             | 1                                                                      | 62’ 78’                                                                |
| 3-6-1998                                                               | Bucarest                                                               | Romania                                                                | 3 – 2                                                                  | Paraguay                                                               | Amichevole                                                             | -                                                                      | 60’                                                                    |
| 6-6-1998                                                               | Ploiești                                                               | Romania                                                                | 5 – 1                                                                  | Moldavia                                                               | Amichevole                                                             | 1                                                                      |                                                                        |
| 15-6-1998                                                              | Lione                                                                  | Romania                                                                | 1 – 0                                                                  | Colombia                                                               | Mondiali 1998 - 1º turno                                               | -                                                                      | 85’                                                                    |
| 22-6-1998                                                              | Tolosa                                                                 | Romania                                                                | 2 – 1                                                                  | Inghilterra                                                            | Mondiali 1998 - 1º turno                                               | 1                                                                      | 84’                                                                    |
| 26-6-1998                                                              | Saint-Denis                                                            | Tunisia                                                                | 1 – 1                                                                  | Romania                                                                | Mondiali 1998 - 1º turno                                               | 1                                                                      | 67’                                                                    |
| 30-6-1998                                                              | Bordeaux                                                               | Romania                                                                | 0 – 1                                                                  | Croazia                                                                | Mondiali 1998 - Ottavi di finale                                       | -                                                                      |                                                                        |
| 19-8-1998                                                              | Oslo                                                                   | Norvegia                                                               | 0 – 0                                                                  | Romania                                                                | Amichevole                                                             | -                                                                      |                                                                        |
| 2-9-1998                                                               | Bucarest                                                               | Romania                                                                | 7 – 0                                                                  | Liechtenstein                                                          | Qual. Euro 2000                                                        | 1                                                                      |                                                                        |
| 5-9-1998                                                               | Ta' Qali                                                               | Germania                                                               | 1 – 1                                                                  | Germania                                                               | Amichevole                                                             | 1                                                                      | 72’                                                                    |
| 10-10-1998                                                             | Porto                                                                  | Portogallo                                                             | 0 – 1                                                                  | Romania                                                                | Qual. Euro 2000                                                        | -                                                                      | 89’                                                                    |
| 14-10-1998                                                             | Bucarest                                                               | Ungheria                                                               | 1 – 1                                                                  | Romania                                                                | Qual. Euro 2000                                                        | 1                                                                      | 85’                                                                    |
| 10-3-1999                                                              | Bucarest                                                               | Romania                                                                | 0 – 2                                                                  | Israele                                                                | Amichevole                                                             | -                                                                      | 68’                                                                    |
| 27-3-1999                                                              | Bucarest                                                               | Romania                                                                | 0 – 0                                                                  | Slovacchia                                                             | Qual. Euro 2000                                                        | -                                                                      | 72’                                                                    |
| 31-3-1999                                                              | Baku                                                                   | Azerbaigian                                                            | 0 – 1                                                                  | Romania                                                                | Qual. Euro 2000                                                        | -                                                                      |                                                                        |
| 28-4-1999                                                              | Bucarest                                                               | Romania                                                                | 1 – 0                                                                  | Belgio                                                                 | Amichevole                                                             | -                                                                      | 46’                                                                    |
| 5-6-1999                                                               | Bucarest                                                               | Romania                                                                | 2 – 0                                                                  | Ungheria                                                               | Qual. Euro 2000                                                        | -                                                                      | 61’                                                                    |
| 9-6-1999                                                               | Bucarest                                                               | Romania                                                                | 4 – 0                                                                  | Azerbaigian                                                            | Qual. Euro 2000                                                        | -                                                                      | 67’                                                                    |
| 18-8-1999                                                              | Limassol                                                               | Cipro                                                                  | 2 – 2                                                                  | Romania                                                                | Amichevole                                                             | -                                                                      | 38’                                                                    |
| 4-9-1999                                                               | Bratislava                                                             | Slovacchia                                                             | 1 – 5                                                                  | Romania                                                                | Qual. Euro 2000                                                        | 2                                                                      | 57’                                                                    |
| 8-9-1999                                                               | Bucarest                                                               | Romania                                                                | 1 – 1                                                                  | Portogallo                                                             | Qual. Euro 2000                                                        | -                                                                      | 68’                                                                    |
| 9-10-1999                                                              | Vaduz                                                                  | Liechtenstein                                                          | 0 – 3                                                                  | Romania                                                                | Qual. Euro 2000                                                        | -                                                                      | 59’                                                                    |
| 29-3-2000                                                              | Atene                                                                  | Grecia                                                                 | 2 – 0                                                                  | Romania                                                                | Amichevole                                                             | -                                                                      | 56’                                                                    |
| 26-4-2000                                                              | Costanza                                                               | Romania                                                                | 2 – 0                                                                  | Cipro                                                                  | Amichevole                                                             | -                                                                      | 66’                                                                    |
| 27-5-2000                                                              | Amsterdam                                                              | Paesi Bassi                                                            | 2 – 1                                                                  | Romania                                                                | Amichevole                                                             | 1                                                                      | 73’                                                                    |
| 3-6-2000                                                               | Bucarest                                                               | Romania                                                                | 2 – 1                                                                  | Grecia                                                                 | Amichevole                                                             | -                                                                      | 74’                                                                    |
| 12-6-2000                                                              | Liegi                                                                  | Germania                                                               | 1 – 1                                                                  | Romania                                                                | Euro 2000 - 1º turno                                                   | 1                                                                      | 85’                                                                    |
| 17-6-2000                                                              | Arnhem                                                                 | Romania                                                                | 0 – 1                                                                  | Portogallo                                                             | Euro 2000 - 1º turno                                                   | -                                                                      | 69’                                                                    |
| 20-6-2000                                                              | Charleroi                                                              | Inghilterra                                                            | 2 – 3                                                                  | Romania                                                                | Euro 2000 - 1º turno                                                   | -                                                                      |                                                                        |
| 24-6-2000                                                              | Bruxelles                                                              | Italia                                                                 | 2 – 0                                                                  | Romania                                                                | Euro 2000 - Quarti di finale                                           | -                                                                      | 54’                                                                    |
| 16-8-2000                                                              | Bucarest                                                               | Romania                                                                | 1 – 1                                                                  | Polonia                                                                | Amichevole                                                             | -                                                                      | 22’                                                                    |
| 3-9-2000                                                               | Bucarest                                                               | Romania                                                                | 1 – 0                                                                  | Lituania                                                               | Qual. Mondiali 2002                                                    | -                                                                      | 67’                                                                    |
| 7-10-2000                                                              | Milano                                                                 | Italia                                                                 | 3 – 0                                                                  | Romania                                                                | Qual. Mondiali 2002                                                    | -                                                                      | 58’                                                                    |
| 26-2-2001                                                              | Strovolos                                                              | Romania                                                                | 1 – 0 dts                                                              | Ucraina                                                                | Amichevole                                                             | -                                                                      |                                                                        |
| 28-2-2001                                                              | Strovolos                                                              | Romania                                                                | 3 – 0                                                                  | Lituania                                                               | Amichevole                                                             | -                                                                      | 61’                                                                    |
| 24-3-2001                                                              | Bucarest                                                               | Romania                                                                | 0 – 2                                                                  | Italia                                                                 | Qual. Mondiali 2002                                                    | -                                                                      | 78’                                                                    |
| 28-3-2001                                                              | Tbilisi                                                                | Georgia                                                                | 0 – 2                                                                  | Romania                                                                | Qual. Mondiali 2002                                                    | -                                                                      | 87’                                                                    |
| 25-4-2001                                                              | Ploiești                                                               | Romania                                                                | 0 – 0                                                                  | Slovacchia                                                             | Amichevole                                                             | -                                                                      | 46’                                                                    |
| 2-6-2001                                                               | Bucarest                                                               | Romania                                                                | 2 – 0                                                                  | Ungheria                                                               | Qual. Mondiali 2002                                                    | -                                                                      | 67’                                                                    |
| 6-6-2001                                                               | Kaunas                                                                 | Lituania                                                               | 1 – 2                                                                  | Romania                                                                | Qual. Mondiali 2002                                                    | 1                                                                      | 53’                                                                    |
| 15-8-2001                                                              | Lubiana                                                                | Slovenia                                                               | 2 – 2                                                                  | Romania                                                                | Amichevole                                                             | 1                                                                      | 66’                                                                    |
| 13-2-2002                                                              | Saint-Denis                                                            | Francia                                                                | 2 – 1                                                                  | Romania                                                                | Amichevole                                                             | -                                                                      | 71’                                                                    |
| 21-8-2002                                                              | Costanza                                                               | Romania                                                                | 0 – 1                                                                  | Grecia                                                                 | Amichevole                                                             | -                                                                      | 46’                                                                    |
| 12-10-2002                                                             | Bucarest                                                               | Romania                                                                | 0 – 1                                                                  | Norvegia                                                               | Qual. Euro 2004                                                        | -                                                                      | 62’                                                                    |
| 16-10-2002                                                             | Lussemburgo                                                            | Lussemburgo                                                            | 0 – 7                                                                  | Romania                                                                | Qual. Euro 2004                                                        | 2                                                                      | 69’                                                                    |
| 12-2-2003                                                              | Larnaca                                                                | Romania                                                                | 2 – 1                                                                  | Slovacchia                                                             | Amichevole                                                             | -                                                                      | 46’                                                                    |
| 26-3-2005                                                              | Bucarest                                                               | Romania                                                                | 0 – 2                                                                  | Paesi Bassi                                                            | Qual. Mondiali 2006                                                    | -                                                                      | 69’                                                                    |
| 30-3-2005                                                              | Skopje                                                                 | Macedonia                                                              | 1 – 2                                                                  | Romania                                                                | Qual. Mondiali 2006                                                    | -                                                                      | 79’                                                                    |
| Totale                                                                 |                                                                        | Presenze                                                               | 70                                                                     |                                                                        | Reti (4º posto)                                                        | 25                                                                     |                                                                        |

## Palmarès

### Giocatore

#### Club
- Campionato svizzero: 1

Grasshopper: 1997-1998
- Campionato francese: 1

Nantes: 2000-2001
- Supercoppa di Francia: 1

Nantes: 2001
- Coppa di Romania: 2

Rapid Bucarest: 2005-2006, 2006-2007
- Supercoppa di Romania: 1

Rapid Bucarest: 2006

#### Individuale
- Capocannoniere del Campionato svizzero: 2

1995-1996 (19 gol), 1996-1997 (27 gol)
- Calciatore straniero dell'anno del campionato svizzero: 2

1996, 1997

### Allenatore
- Seconda divisione rumena: 1

Chindia Târgoviște: 2018-2019